# Östlig mårfältmätare
Östlig mårfältmätare (Epirrhoe tartuensis) är en fjärilsart som beskrevs av Tõnu Möls 1965. Östlig mårfältmätare ingår i släktet Epirrhoe och familjen mätare, Geometridae. Enligt den finländska rödlistan är arten starkt hotad, EN, i Finland. I Sverige är arten ännu inte funnen. Artens livsmiljö är fuktiga gräsmarker, dikesrenar. Inga underarter finns listade i Catalogue of Life.